# Sân bay quốc tế Kurumoch
53°30′6″B 050°9′18″Đ / 53,50167°B 50,155°Đ
Sân bay quốc tế Kurumoch (tiếng Nga: Международный аэропорт «Курумоч») (IATA: KUF, ICAO: UWWW) là một sân bay quốc tế ở Samara, Nga, cách thành phố 35 km về phía bắc. Năm 2006, sân bay này phục vụ 1.218.954 lượt khách và thông qua 4.121 tấn hàng hóa. Đây là căn cứ của hãng hàng không Samara Airlines.

## Các hãng hàng không và các tuyến điểm
- Aeroflot (Moskva-Sheremetyevo)
- Armavia (Yerevan)
- Czech Airlines (Prague)
- Gazpromavia (Moskva-Vnukovo, Tyumen, Novy Urengoj)
- Lufthansa (Frankfurt, Kazan, Ufa)
- Rossiya (Saint Petersburg)
- S7 Airlines (Moscow-Domodedovo)
- Samara Airlines (Moscow-Domodedovo, Moscow-Sheremetyevo, Nizhnevartovsk, Norilsk, Novosibirsk, Saint Petersburg, Yerevan)
- Sky Express (Moscow-Vnukovo)
- Tajik Air (Dushanbe)

## Tai nạn và sự cố
- Ngày 17 tháng 3 năm 2007, một chiếc Tu-134 của UTair đã rơi khi hạ cánh làm 7 người thiệt mạng, làm 23 người khác bị thương.